# 塞納德·盧利奇
塞納德·盧利奇（Senad Lulić）是波黑的一名足球運動員。在場上司職左中場。

## 外部連結
- 塞納德·盧利奇在National-Football-Teams.com的資料
- football.ch profile （页面存档备份，存于）